# Otón I, el Niño

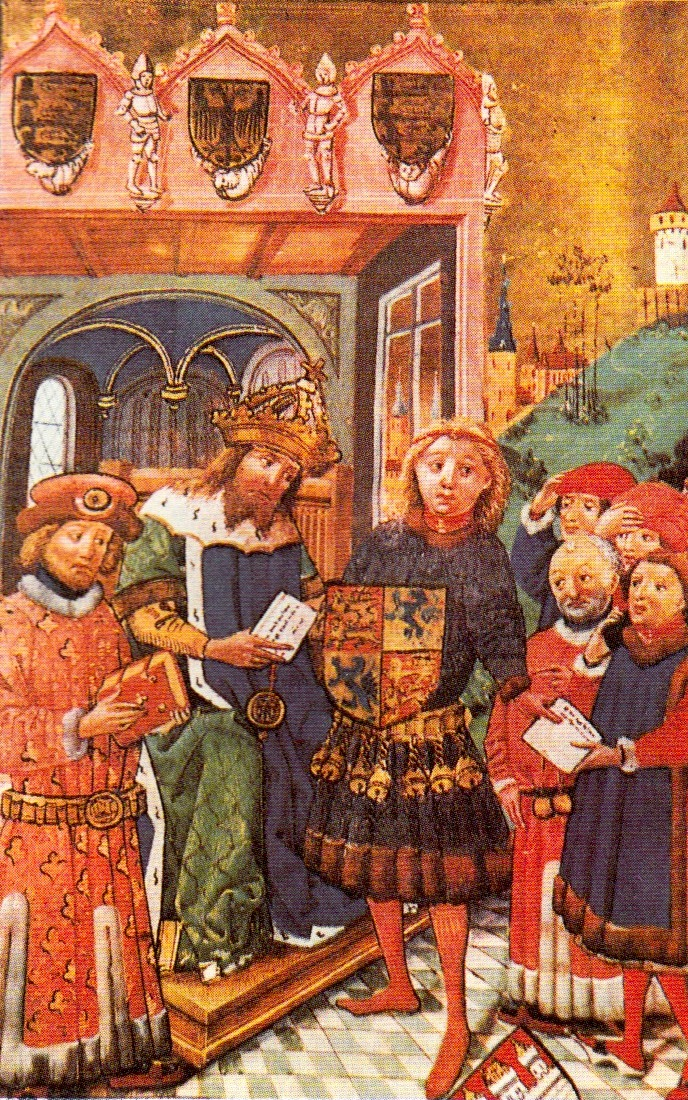
El emperador Federico II recompensa a Otón I en la Dieta de Maguncia, otorgándole el ducado de Brunswick-Luneburgo (iluminación de Hans Bornemann de un espejo sajón manuscrito, 1448).

Otón I (ca. 1204-9 de junio de 1252), llamado «Otón el Niño» (en alemán: das Kind), fue el primer duque de Brunswick y Luneburgo, desde 1235 hasta su muerte. Pertenecía a la casa de Welf y le llamaban «Otón el Niño» para diferenciarlo de su tío, el emperador Otón IV.

## Biografía
Otón era el único hijo de Guillermo de Luneburgo, llamado el anciano o el gordo, y de Helena de Dinamarca, hija de Valdemar I de Dinamarca. Su padre era el hijo menor de Enrique el León, el último duque de Sajonia hasta que fuera desplazado por Federico I Barbarroja en 1180.
En 1213, cuando Otón era aún menor, heredó los estados de su difunto padre. Su tío Enrique V (hermano de su padre), conde palatino del Rin, había renunciado en 1212 al Condado Palatino del Rin a favor de su único hijo varón, Enrique VI el joven, que murió en 1214. Si Otón recibía esta otra herencia, implicaba la recepción de una mayor herencia que la que había recibido de su padre. En 1223 Enrique V estableció a Otón como su sucesor en los dominios de Sajonia y Baviera, para asegurar un heredero varón (pues por aquel entonces solo tenía hijas). Cuando Enrique V murió en 1227, el Rey de Romanos fue enviado por el emperador para tomar posesión de la ciudad y el territorio de Brunswick. Por aquel entonces, Otón ya había sido reconocido por estos Estados como su soberano legítimo y había sido recibido como tal por la ciudad y principado. Ellos se unieron a él en el rechazo de esta invasión, y el rey se vio obligado a retirarse sin llevar a cabo el objetivo que el emperador había intentado.
Para protegerse de la animosidad de Federico II frente a su familia, Otón se alió con su tío materno, el poderoso rey Valdemar II de Dinamarca, quien en contrapartida apreciaba tener un apoyo en el norte de Alemania frente a sus enemigos. Esta alianza sería a la larga perjudicial para Brunswick.
Otón fue hecho conde de Garding y de Thetesbüll por Valdemar II y participó en la batalla de Mölln en 1225 y en la batalla de Bornhöved en 1227 del lado de los daneses, que fueron vencidos y desde entonces perdieron la hegemonía en la región. Luego de la segunda derrota, Otón fue capturado y conducido a Rostock, capital del condado de Schwerin, donde fue encarcelado. El emperador intentó sacar provecho de su cautiverio y despojarlo de sus dominios.
Después de su liberación, tras la muerte del conde de Schwerin, pudo ocupar la ciudad de Brunswick en septiembre de 1228 y tomó el título de duque bajo el consentimiento de los ciudadanos antes de haber recibido la investidura del ducado por parte del emperador. Restableció la paz con el emperador en 1235, en la Dieta de Maguncia, y recibió la investidura de Duque de Brunswick y Luneburgo.
Al morir, sus dos hijos mayores, Alberto y Juan, lo sucedieron conjuntamente; pero en 1267 se separaron y dividieron el ducado. Alberto siguió siendo duque de Brunswick y Juan devino el primer príncipe de Luneburgo.

## Descendencia
En 1228, Otón I desposó a Matilde (murió en 1261), hija del margrave Alberto II de Brandeburgo. De esta unión nacieron los siguientes diez hijos:
- Matilde (murió en 1295 o 1296), contrajo matrimonio en 1245 con el príncipe Enrique II de Anhalt-Aschersleben;
- Helena (1231-1273), casada en 1239 o 1240 con el landgrave Germán II de Turingia, enviudó en 1241 y se casó en 1247 o 1248 con el duque Alberto I de Sajonia;
- Otón (murió en 1247);
- Elisabeth (murió en 1266), se casó en 1252 con el Rey de Romanos Guillermo de Holanda;
- Alberto I el alto, duque de Brunswick y Luneburgo, después duque de Brunswick;
- Juan, duque de Brunswick y Luneburgo, después príncipe de Luneburgo;
- Otón (murió en 1279), obispo de Hildesheim;
- Conrado (murió en 1300), obispo de Verden;
- Adelaida (murió en 1274), casada con el landgrave Enrique I de Hesse;
- Inés (murió cerca de 1302), casada en 1263 con el príncipe Wisław II de Rügen.